# Dolichoderus lutosus
Dolichoderus lutosus är en myrart som först beskrevs av Smith 1858.  Dolichoderus lutosus ingår i släktet Dolichoderus och familjen myror. Inga underarter finns listade i Catalogue of Life.

## Bildgalleri

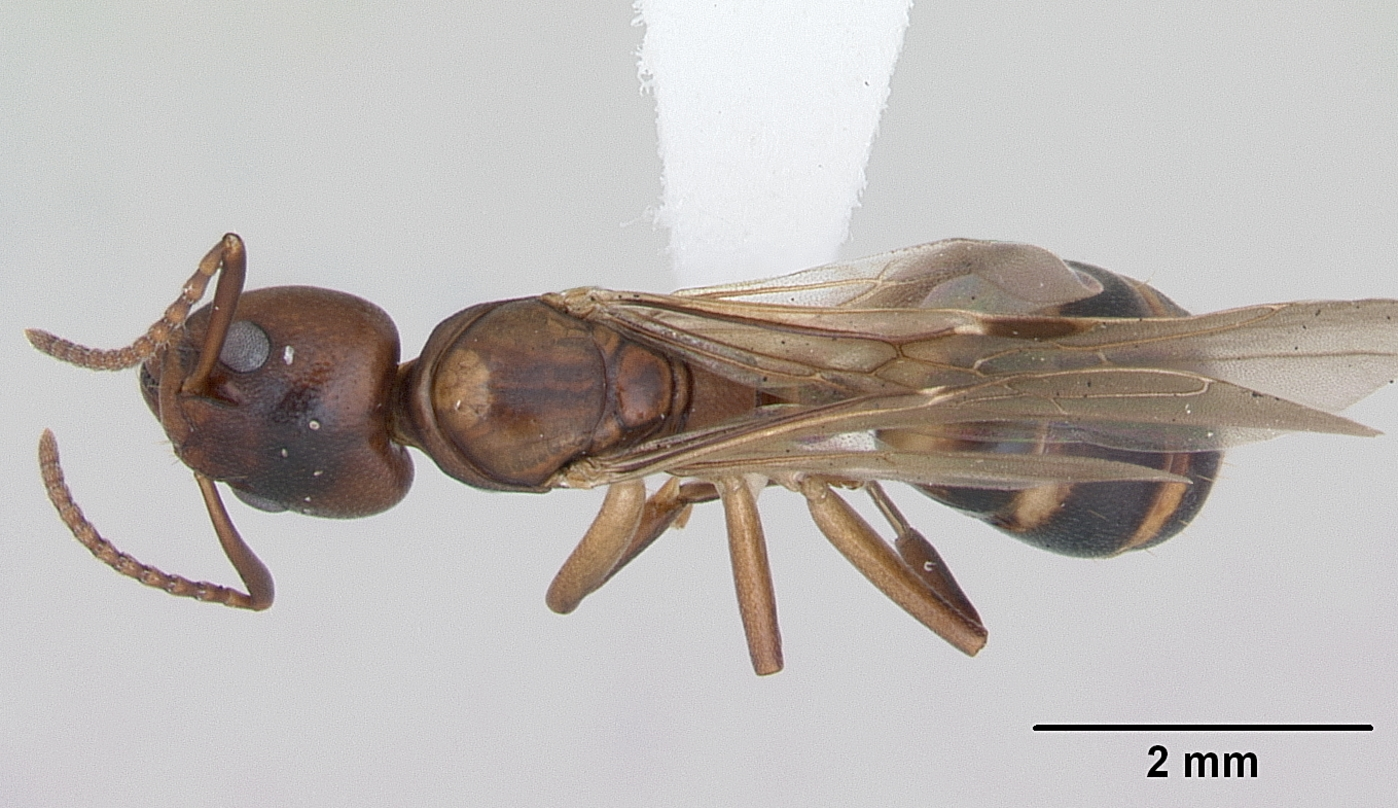
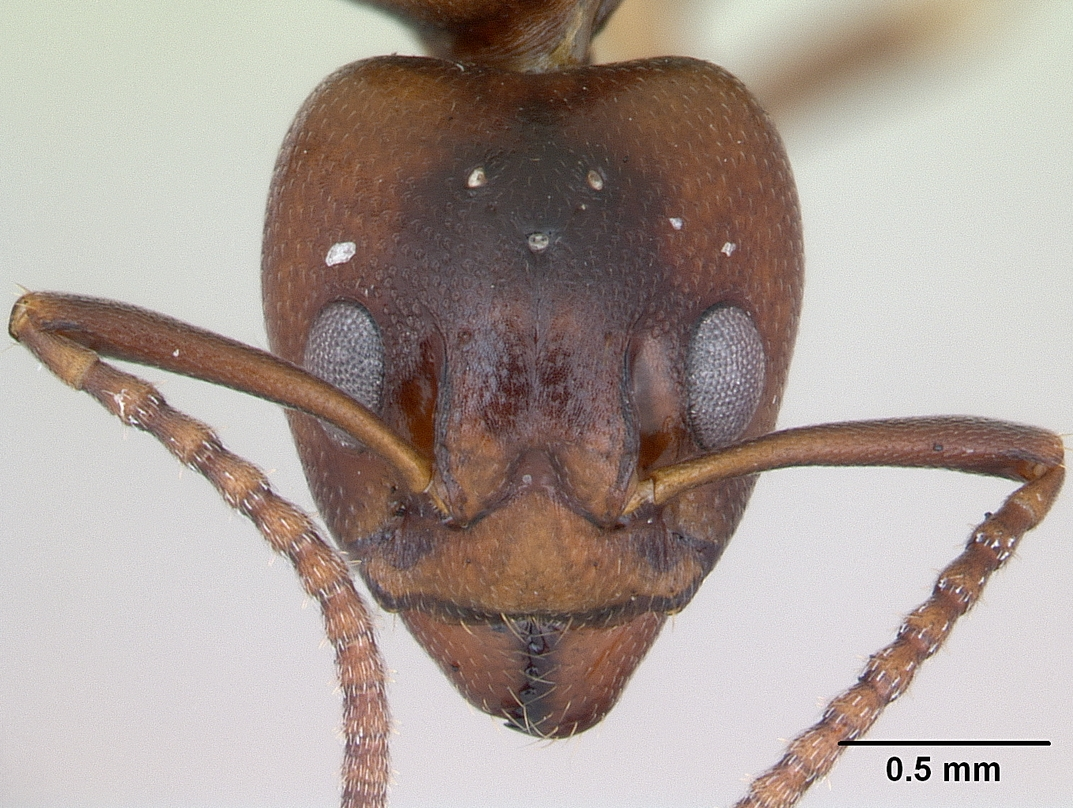
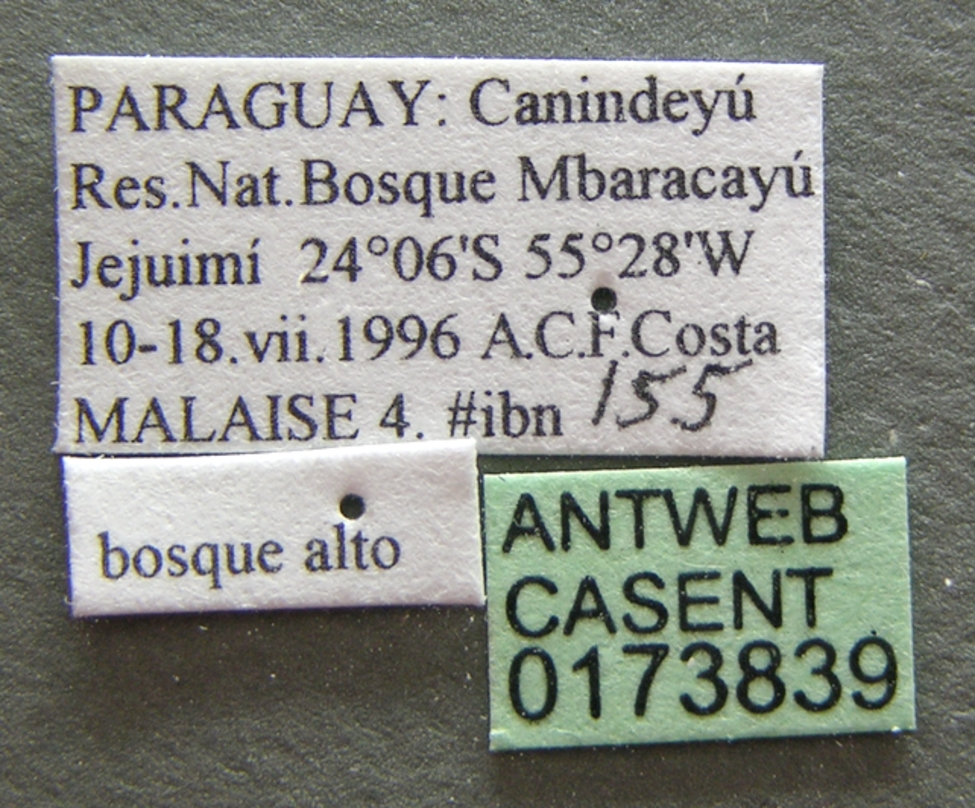
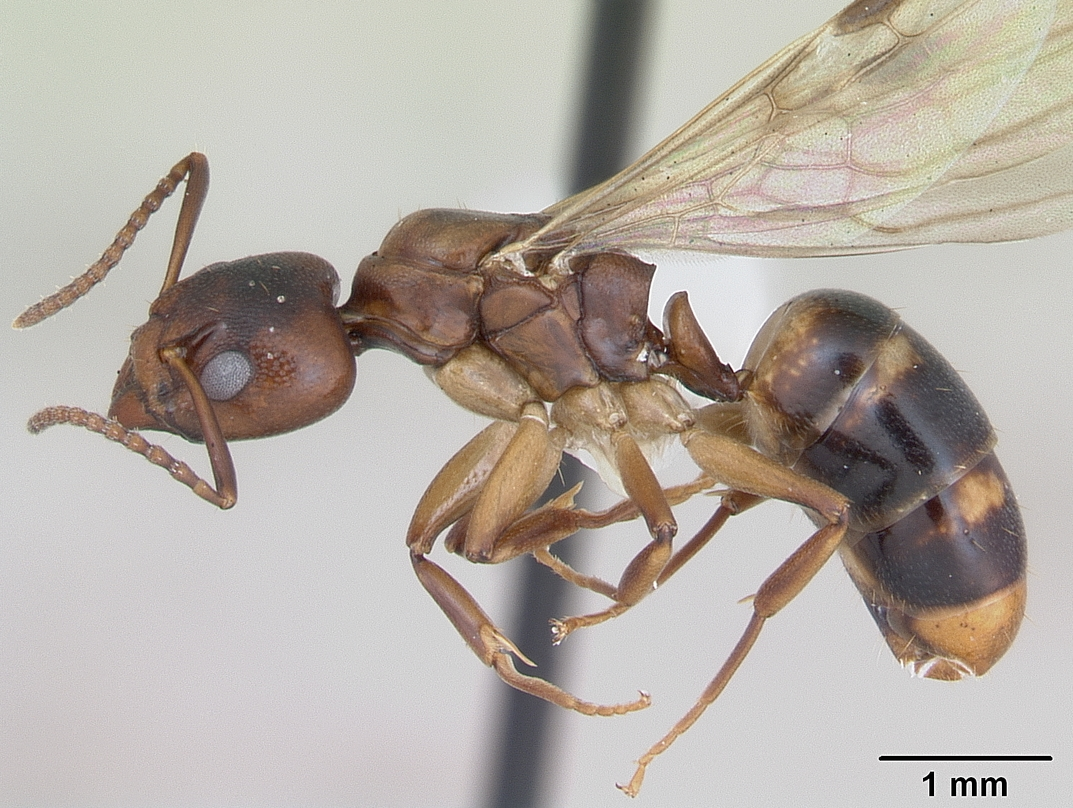
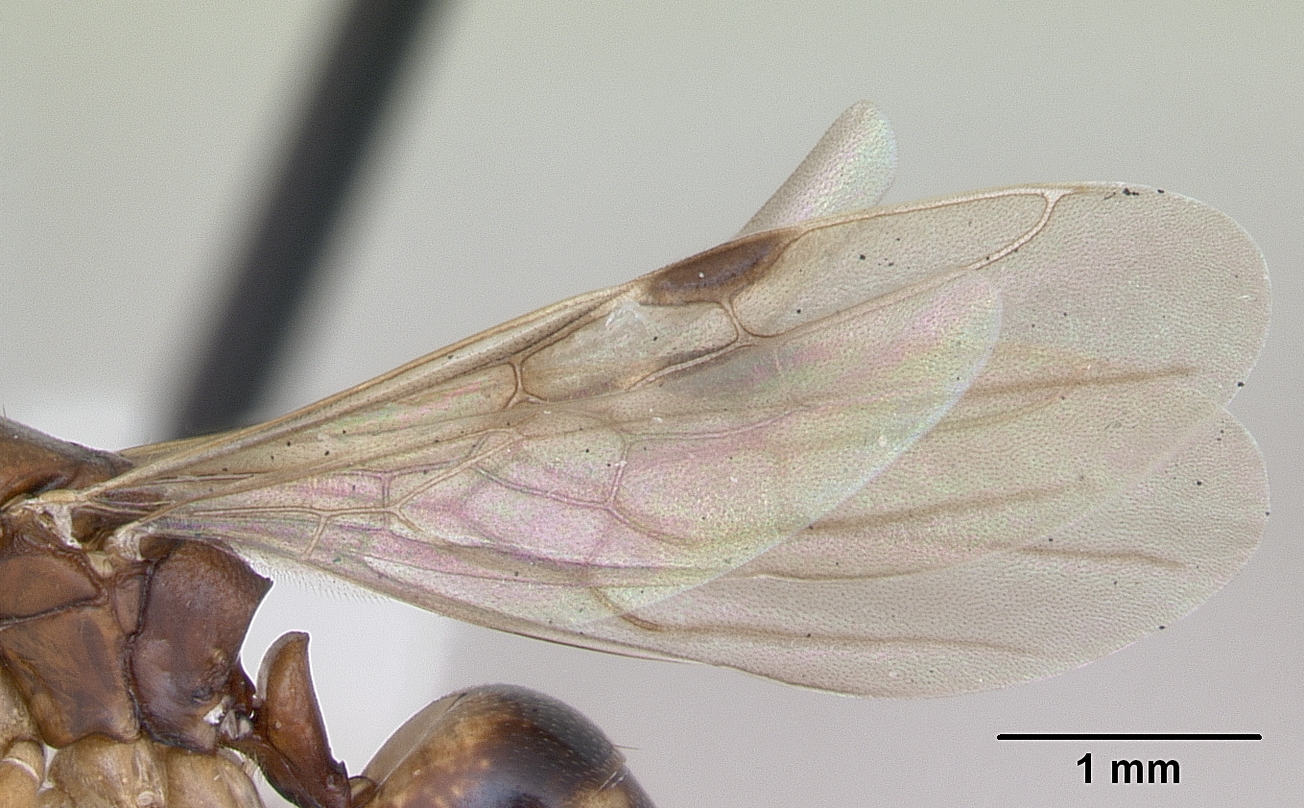
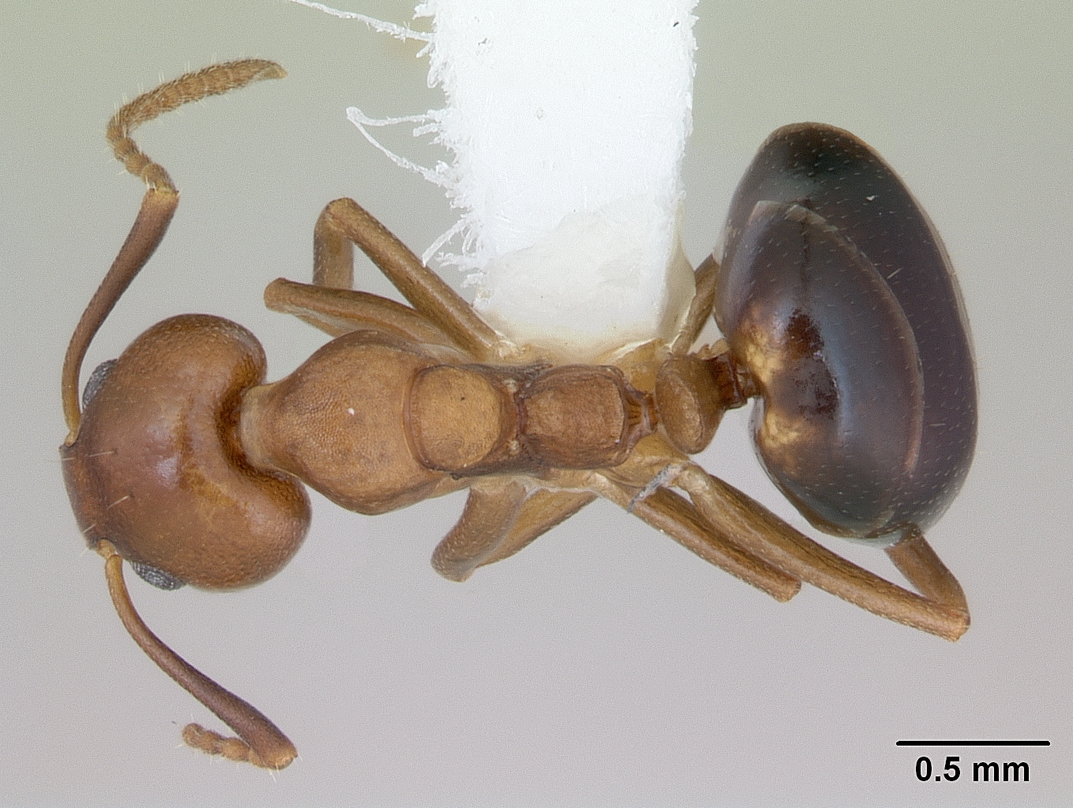